# Blaker (Westland)
Blaker is een buurtschap in de gemeente Westland (voor de herindeling in de voormalige gemeente De Lier) en loopt van de Lierwatering of Leê naar de Noord Lierweg.
De buurtschap is lintvormig, maar ligt niet langs een kanaal, maar langs een weggetje tussen de warenhuizen. Blaker ligt vlak bij de gemeentegrens met de voormalige gemeente Schipluiden, en het huidige Midden-Delfland, en ongeveer anderhalve kilometer hemelsbreed ten noordoosten van De Lier.

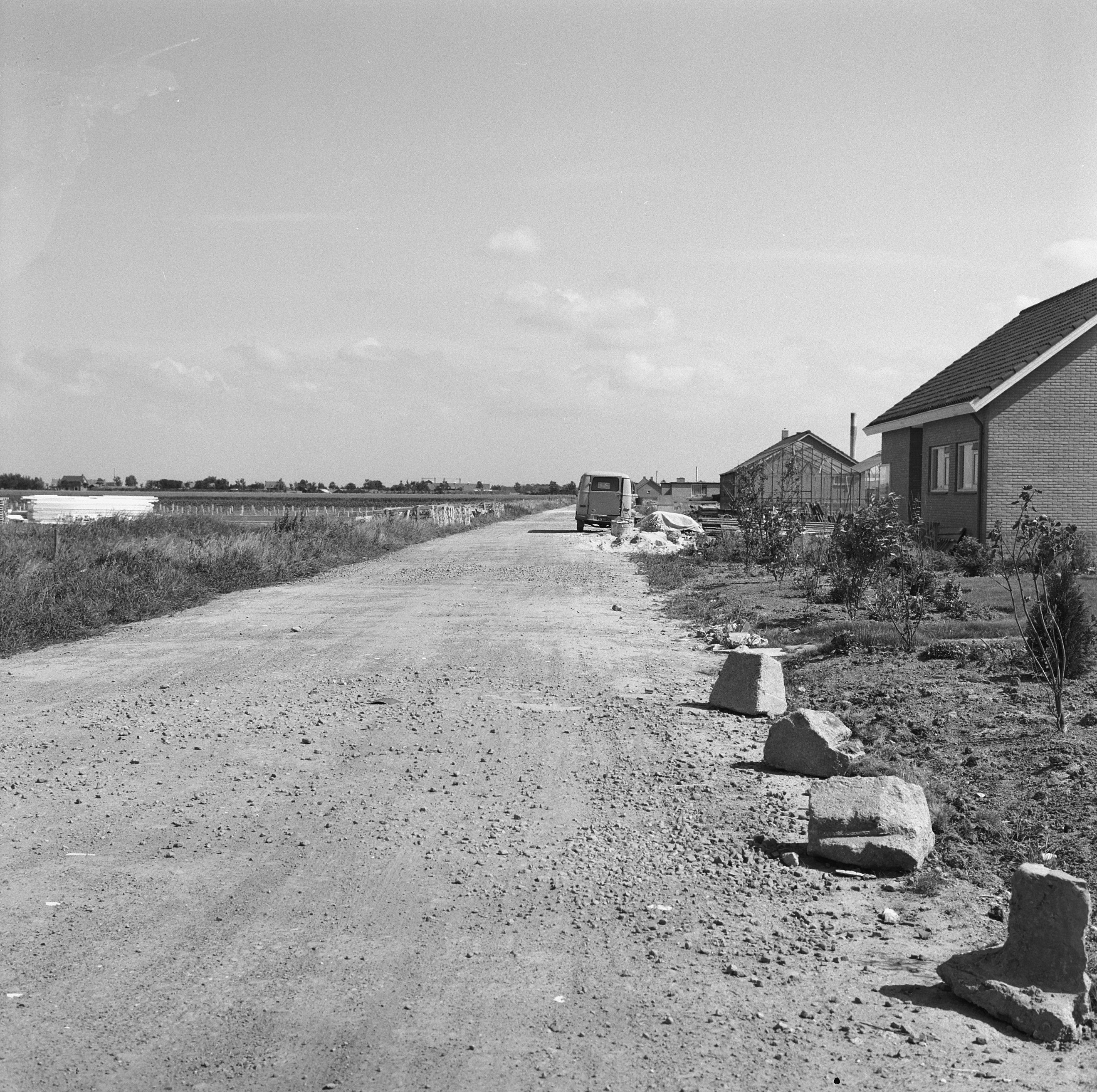
Blaker in 1965.
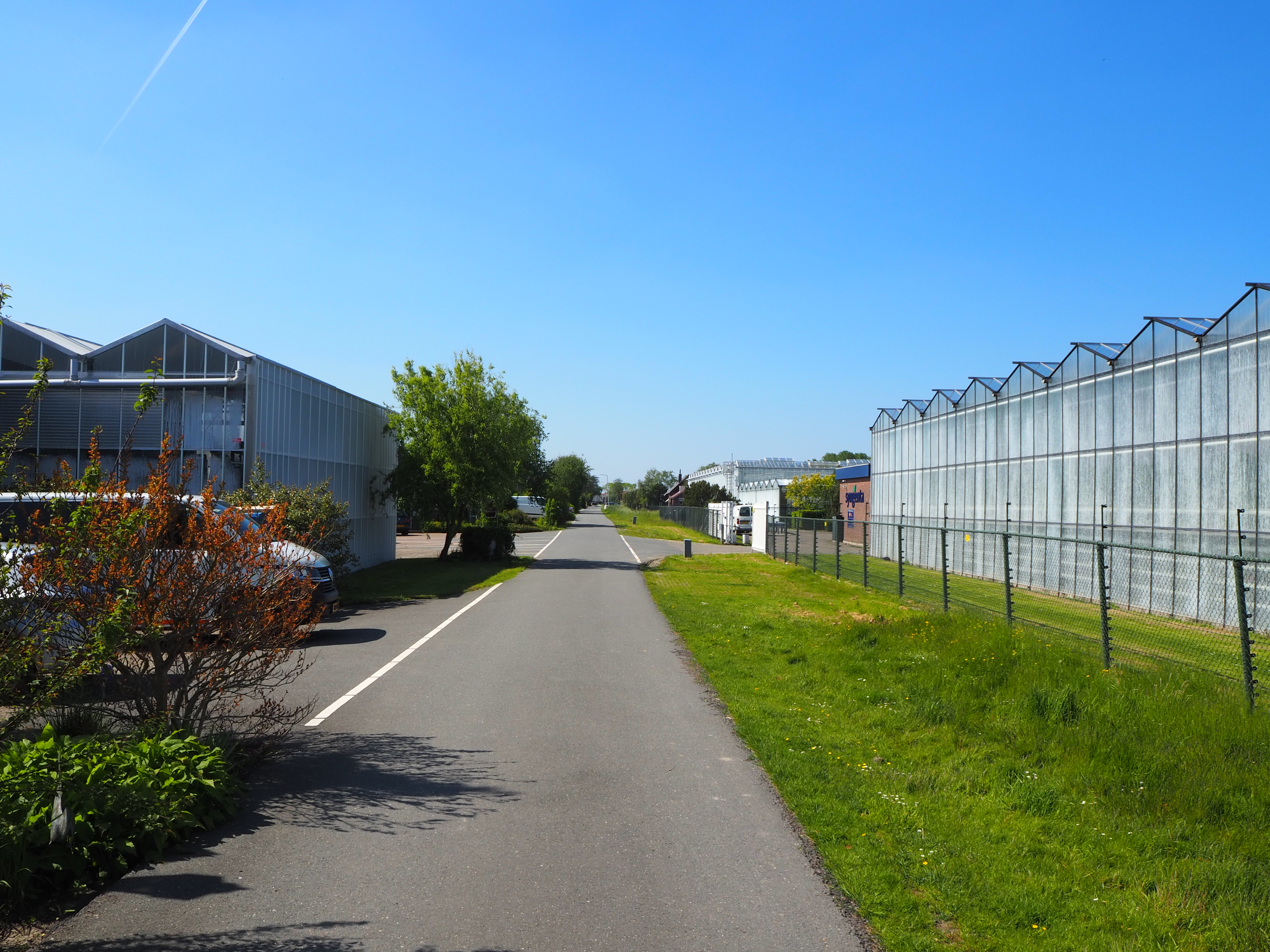
Blaker in 2021 en rechts een vestiging van Syngenta.
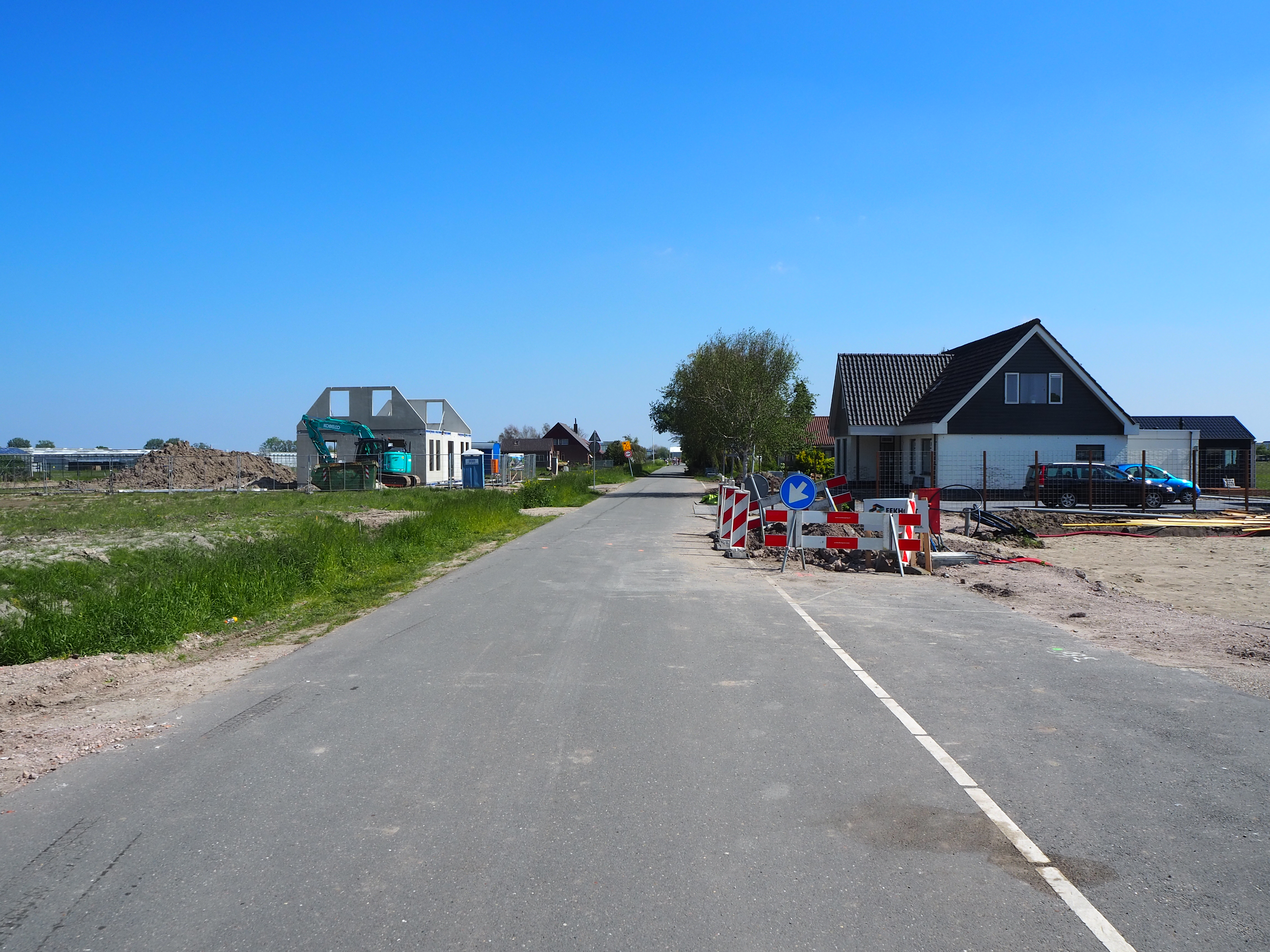
Blaker in 2021
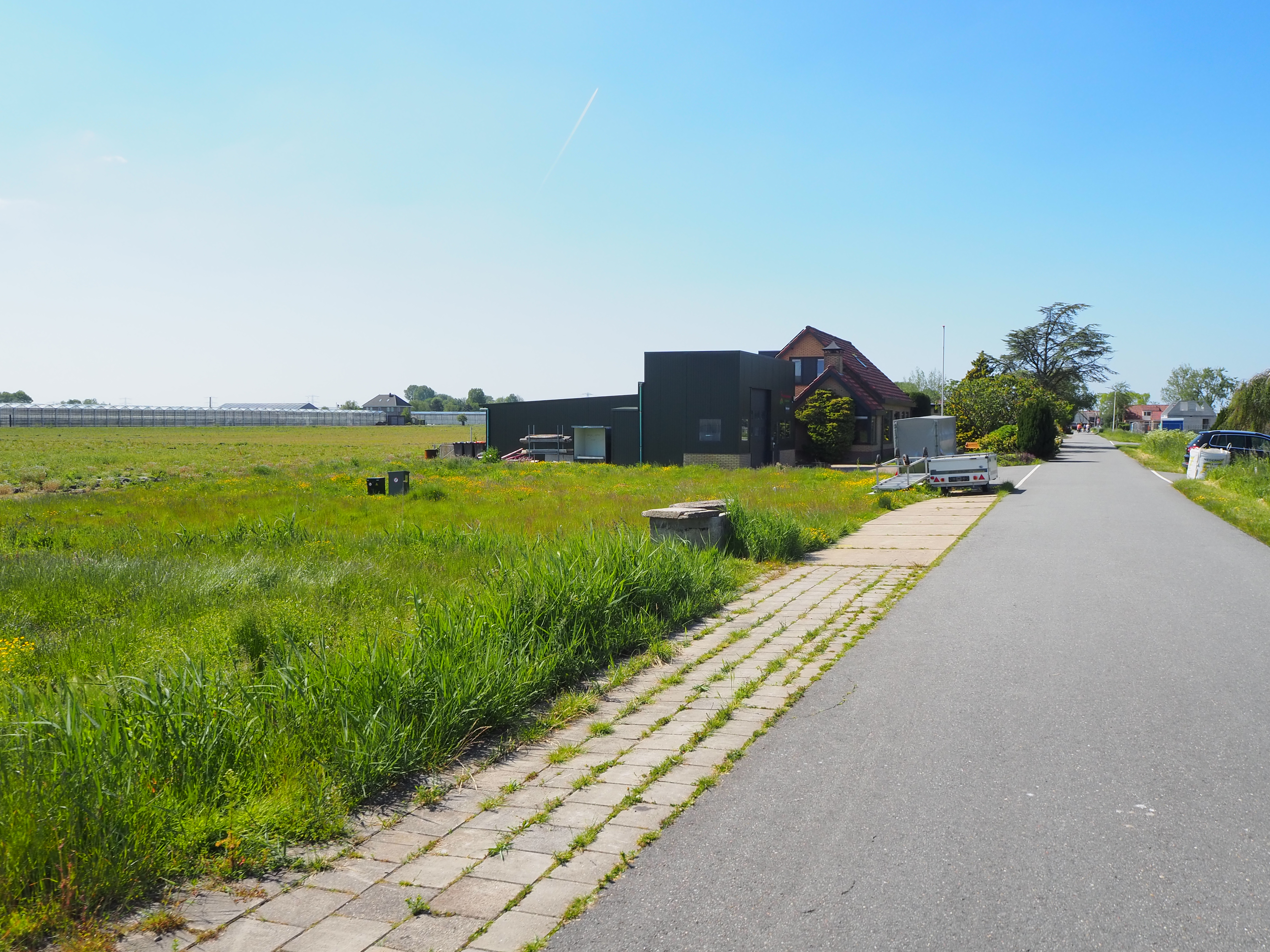
Blaker in 2021

Steden en dorpen: 's-Gravenzande · Ter Heijde · Honselersdijk · Kwintsheul · De Lier · Maasdijk · Monster · Naaldwijk · Poeldijk · Wateringen

Buurtschappen: Baakwoning · Blaker · Burgersdijk · De Driesprong · Heenweg · Mariëndijk· Nieuwe Tuinen · Oostbuurt · Rolpaal · Westerlee

Zuid-Holland: Steden en dorpen      Nederland: Provincies · Gemeenten